# Xincheng (häradshuvudort i Kina, Shaanxi, lat 34,26, long 108,95)
Xincheng (kinesiska: 新城, 新城区) är en häradshuvudort i Kina. Den ligger i provinsen Shaanxi, i den nordvästra delen av landet, nära eller i provinshuvudstaden Xi'an. Antalet invånare är 589 739. Befolkningen består av 289 229 kvinnor och 300 510 män. Barn under 15 år utgör 10,0 %, vuxna 15-64 år 77 %, och äldre över 65 år 11,0 %.
Runt Xincheng är det tätbefolkat, med 530 invånare per kvadratkilometer. Närmaste större samhälle är Xi'an, 2,0 km väster om Xincheng. Runt Xincheng är det i huvudsak tätbebyggt.
Genomsnittlig årsnederbörd är 669 millimeter. Den regnigaste månaden är september, med i genomsnitt 149 mm nederbörd, och den torraste är december, med 1 mm nederbörd.